# Helga Bellinghausen
Helga Bellinghausen (* 1965) ist eine deutsche Schauspielerin und Hörspielsprecherin.

## Leben
Helga Bellinghausen besuchte von 1988 bis 1992 die Schauspielschule der Keller in Köln. Stationen ihrer Bühnenlaufbahn waren unter anderem das Theater Aachen, das Kölner Millowitsch-Theater, das Theater Bonn und das Theater an der Kö in Düsseldorf.
Mitte der 1990er-Jahre gab Bellinghausen ihr Kameradebüt in einer Folge der Krimiserie Die Wache. Seitdem ist sie immer wieder sporadisch auf dem Bildschirm zu sehen. In den Anrheinern spielte sie in mehreren Folgen die Rolle der Simone Sievert, sie wirkte in einigen Tatort-Episoden sowie als Gastdarstellerin in weiteren bekannten Serien mit.
Daneben ist Bellinghausen auch als Hörspielsprecherin tätig. Sie lebt in Köln und Baden-Baden.

## Filmografie
- 1994: Die Wache – Die Prämie
- 1995: Unter uns (2 Folgen als Beatrice Jakubeit)
- 1999: CityExpress – Schnelles Geld
- 1999: Tatort – Restrisiko
- 2001: Die Camper – Die Wiege
- 2001: Annas Sommer
- 2001: Schimanski: Kinder der Hölle
- 2003: Die Sitte – Blindes Verlangen
- 2006: Wilsberg – Callgirls
- 2006: Rohtenburg
- 2006–2007: Die Anrheiner (18 Folgen als Simone Sievert)
- 2009: Der Lehrer – Picko
- 2009: Tatort – Mit ruhiger Hand
- 2011: An einem Tag in Duisburg – Todesfalle Loveparade
- 2012: Tatort – Klassentreffen
- 2012: Heiter bis tödlich: Fuchs und Gans – Glück im Spiel
- 2013: Tatort – Tödliche Häppchen
- 2013: Tiere bis unters Dach – Trüffelschweine
- 2016: Alarm für Cobra 11 – Die Autobahnpolizei – Vaterfreuden
- 2020: Albträumer

## Hörspiele
- 1994: Verdi, Würstchen und Verwirrung – Autorinnen: Maria Franziska Schüller und Cornelia Walter – Regie: Uwe Schareck
- 1994: Bethlehem, Brasilien – Autor: Heinz G. Schmidt – Regie: Thomas Werner
- 1994: Schöner sterben – Autoren: Hanns Peter Karr und Walter Wehner – Regie: Klaus-Dieter Pittrich
- 1995: Tigerjagd – Autor: Hen Hermanns – Regie: Annette Kurth
- 1995: Am Mittwoch wird der Rabbi naß – Autor:Harry Kemelman – Regie: Holger Rink
- 1996: Blut am Schuh – Autoren: Ralf Günther und Leonhard Koppelmann – Regie: Leonhard Koppelmann
- 1996: Der Schatten – Autorin: Heidi Theunissen – Regie: Ursula Schregel
- 1998: Vier Hornhäute für ein Halleluja – Autorinnen: Maria Franziska Schüller und Cornelia Walter – Regie: Uwe Schareck und Rolf Mayer
- 2003: Kaiser & König – Autorin: Meina Kentner – Regie: Klaus Wirbitzky
- 2014: Als mein Vater ein Busch wurde und ich meinen Namen verlor – Autorin: Joke van Leeuwen – Regie: Iris Drögekamp